# Andrzej Abellon
Andrzej Abellon (ur. w 1375 w Saint-Maximin-la-Sainte-Baume; zm. 15 maja 1450 w Aix) – francuski dominikanin, Błogosławiony Kościoła katolickiego.

## Życiorys
Urodził się bardzo religijnej rodzinie. Był przeorem klasztoru Santa Maria Magdalena de San Maissemin. Był również malarzem, lecz niewiele zachowało się jego obrazów. Zmarł 15 maja 1450 roku w opinii świętości. Został beatyfikowany przez papieża Leona XIII w dniu 19 sierpnia 1902 roku.